# 태평천국의 난
태평천국의 난(太平天國의 亂)은 1850년에서 1864년까지 중국 대륙에서 벌어진 대규모 내전이다. 태평천국 운동(太平天國運動), 장모의 난(長毛의 亂)과 장발의 난(長髮의 亂)이라고도 한다. 교전 상대는 만주족 황실의 청나라 조정과 기독교 구세주 사상을 기반으로 한 종교국가 태평천국이었다. 태평천국의 난의 주요 무대는 강소성, 절강성, 안휘성, 호북성이었으나, 14년간의 전쟁 기간 동안 북서쪽 끝의 감숙성을 제외한 모든 중국의 성을 최소 한번 이상 태평천국군이 지나갔다. 태평천국의 난은 명청전쟁 이래로 중국 역사상 가장 큰 전쟁이었으며, 인류 전체 역사를 통틀어도 가장 유혈낭자한 내전 중 하나로 손꼽힌다. 19세기 최대의 군사분쟁이었던 태평천국의 난으로 인한 사망자는 2천만 ~ 7천만 명 정도로 추산되며, 난민 신세가 된 사람도 수백만 명에 달한다.

## 배상제회의 봉기

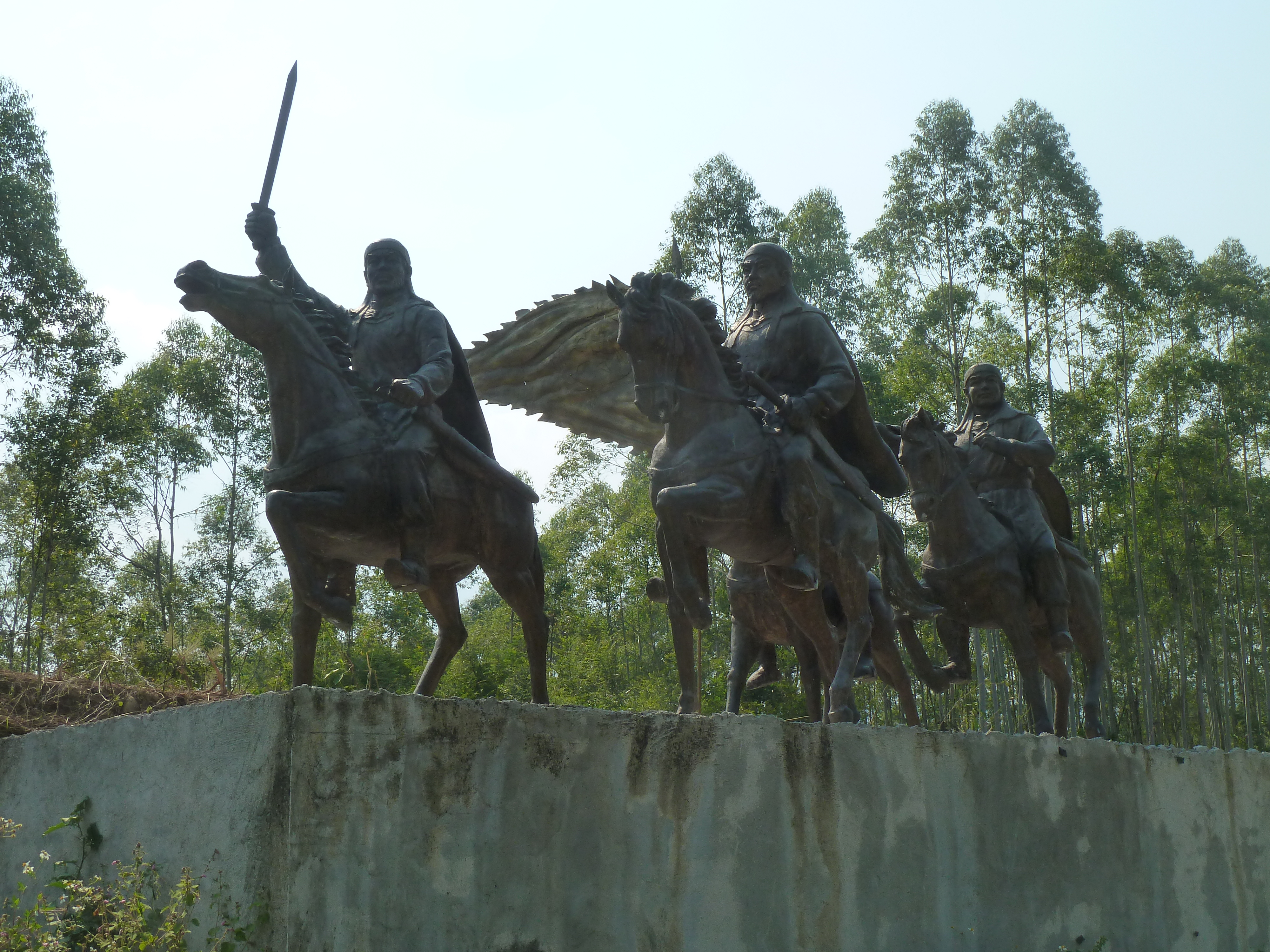
계평현 금전촌 봉기터의 동상

### 홍수전의 꿈
광동성(廣東省) 화현(花縣, 오늘날 광주시廣州市 화도구花都區) 출신의 객가인(客家人) 홍수전은 종종 원시(과거의 초기 단계)에서 떨어졌고, 약 40일 동안 병상에 누워있었는데, 그동안 이상한 꿈을 꾸었다고 한다. 그 꿈에서 상제 야훼의 것으로 보이는 기품이 감도는 노인이 파사의 검을 주었고, 또한 예수로 보이는 중년의 남자로부터 요괴를 참하는데 도움을 받았다는 것이었다. 병이 나은 후 홍수전은 광저우에 시험을 보기 위해 방문했는데, 그곳에서 기독교 신앙을 권하는 팜플렛 ‘권세양언’(勸世良言)을 입수하고 이전에 꾸었던 이상한 꿈의 의미를 ‘이해’하고 기독교에 눈을 뜨게 된다. 이 이상한 꿈과 기독교의 접합은 로버트 모리슨이 성경을 번역할 때 갓(God)을 소리 나는 대로 표기하지 않고 ‘상제’라고 번역했기 때문에 일어난 것으로 보인다. 실제 중국에서 활동한 선교사들은 천주, 상제 등으로 기독교의 신을 한자로 옮겼다.

### 선교활동
홍수전은 기독교의 가르침 중에서도 특히 상제가 유일신임을 강하게 의식하고 우상파괴를 열심히 했다. 원래 다신교적 풍습을 가진 중국은 유교, 도교, 불교와 관련된 묘가 많았는데, 그것을 파괴하고 단지 상제만을 숭상할 것을 요구했다. 따라서 고향 광동성에서의 선교 활동은 일족과 몇 명의 동참자를 얻었을 뿐 성공을 거두지 못했다. 홍수전은 효과적인 선교 방법을 모색하지 않을 수 없어서 〈원도구세가〉(原道救世歌)나 〈원도성세훈〉(原道醒世訓)이라는 선교 문서를 저술했다.

### 배상제회
도광(道光)27년(1847년), 광서성(廣西省) 계평현(桂平縣) 금전촌(金田村)에서 태평천국의 전신 조직인 배상제회(拜上帝會)가 설립되었다. 이 땅에서 몇 안 되는 동참자 중 한 명이었던 풍운산(馮雲山)은 포교 활동으로 약 3천 명의 신자를 얻었고, 홍수전을 맞이하기 시작한 것이다. 배상제회에 참가했던 사람은 숯구이, 빈농, 광부, 객가 등의 낮은 사회계급이 중심이었다. 고향 화현에서 성공을 거두지 못하고 계평현에서 성공한 가장 큰 이유 중 하나는, 병을 낫게 하는 등의 현세 이익을 중시하는 포교가 있었기 때문이다. 단순한 종교적 열의와 윤리를 전파했을 뿐만 아니라 현재의 삶에서의 장점을 강조함으로써 풍운산은 많은 신도를 얻을 수 있었던 것이다. 그러나 조직 확대는 공권력과 그 땅의 유력자들과 마찰을 불러왔다. 풍운산을 비롯한 배상제회 성원의 체포가 잇따르면서, 홍수전은 지금까지의 종교 활동에서 정치혁명으로 내딛기를 결의한다.

### 단영 조직
1850년, 배상제회는 금전촌에 집결해 단영(團營)이라는 사조직을 결성했다. 거기에서는 엄격하게 남녀를 나눠 각각 남영과 여영에 입영시켰다. 이전부터 거위의 울음소리로 위장하면서 총과 대포 등의 무기를 몰래 만들며 혁명 준비를 하고 있었지만, 금전촌에 집결하는 과정에서 청나라 군대와 자경단과의 몸싸움이 발생했다.

### 금천봉기
1851년 1월 1일, 청나라의 정규군인 녹영군(綠營軍)이 광서성 금전현(오늘날의 계평시)의 기독교계 신흥종교인 배상제회를 타격했다. 배상제회 교주 홍수전은 자신이 야훼의 둘째아들이고 예수의 동생이라고 주장했다. 녹영군의 배상제회 공격은 금전봉기로 이어졌다. 금전촌에 집결한 사람은 1만 ~ 2만이라고 했는데, 그중 성인 남자는 3천 명 정도였다고 한다. 하지만 그럼에도 불구하고 몇 배나 많은 청군을 물리치고, 혁명의 포문을 열었다.

## 태평천국
1851년 1월 11일(도광 30년 12월 10일), 금전촌에서 배상제회는 국호를 태평천국으로, 홍수전은 자신은 천왕(天王)이라고 칭했다고 한다. 그러나 언제부터 태평천국을 지칭했는지는 여러 가지 설이 있어 확실하지 않다. 공식적으로 정해진 것은 얼마 후인 3월 23일(도광 31년 2월 21일)이며, 이날을 등극절로 했다. 태평천국으로 국호를 정한 것으로 청나라에 공개적으로 반기를 든 것을 의미했으며, 남경(南京)에 자리를 잡기 전까지는 각지를 전전하며, 이동해야 했고, 그런 의미에서는 유적(流賊)이었던 것이다. 태평천국군의 진로는 다음과 같았다. 우선 금전촌에서 등현(藤縣)을 거쳐 영안(현재 광시 좡족 자치구 멍산현)으로 이동했다. 등현에서는 후술하는 후기 태평천국을 담당하는 명장들이 참여했다. 태평천국은 영안에서 반년 동안 머무르면서 이곳에서 관제와 관작 등을 결정하고, 국가의 체계를 갖췄다.
이때 천왕 아래의 다섯 간부를 아래와 같이 결정했다.
- 중군주장 동왕(東王) 양수청(楊秀淸)
- 전군주장 서왕(西王) 소조귀(蕭朝貴)
- 후군주장 남왕(南王) 풍운산(馮雲山)
- 우군주장 북왕(北王) 위창휘(韋昌輝)
- 좌군주장 익왕(翼王) 석달개(石達開)

이 중 양수청은 ‘천부하범’(天父下凡)을, 소조귀는 ‘천형하범’(天兄下凡)이라고 칭하고 각각 야훼와 그리스도의 신탁을 받을 수 있으며, 그것을 빌려 자신의 명령을 내렸기 때문에 점차 홍수전의 발언력은 줄어들었다.

## 전란

### 남경공략
청군이 광서성으로 출동하자 태평천국군은 1851년 9월 북쪽으로 도망갔다. 청나라는 앞서 1840년 발발한 아편 전쟁에서 많은 전력이 소모되었고, 제2차 아편 전쟁(1856년~1860년)을 동시에 진행하며, 싸워야 했다. 그래서 정규군은 광대한 지역에 분산 배치될 수밖에 없었고, 정면으로 부딪치기 불가능한 사태도 일어났다. 그리고 대중을 흡수해 수가 늘어난 태평천국군은 청군을 몇 번이나 격파했다.
그러나 식량과 화약이 바닥났기 때문에 태평천국군은 영안을 뒤로 하고 양수청의 의견에 따라 북상하여 호남(湖南), 호북(湖北)을 목표로 하게 되었다. 청나라 군대와 충돌을 반복하면서 북상을 계속했지만 1852년 6월 상강에 도착했을 때, 남왕 풍운산이, 9월 장사(長沙)를 공략하면서 서왕 소조귀가 전사했다. 두 왕의 전사는 태평천국 지도부 간의 힘 관계를 미묘하게 변화시켰고, 이후 ‘천경사변(天京事變)’의 원인이 되었다. 그러나 전사 직후에는 청나라와의 교전이 복수전의 성격을 띠어 오히려 사기를 높이는 결과를 가져왔다.
결국 계림(桂林)과 장사(호남성의 성도)를 공략하지 못했지만, 12월 하순에는 한양(漢陽), 한구(漢口)를 함락시켰고, 1853년 1월에는 마침내 무창(武昌)까지 함락시켰다. 무창은 태평천국군이 최초로 함락시킨 성도(호북)였으며, 그 점령은 엄청난 금은보화를 가져다 주었다.
그리고 다시 양수청의 의견에 따라 남경 방면을 목표로 삼아 수륙 양군을 편성하여 장강을 따라 내려갔다. 1853년 3월 19일(함풍 원년 2월 18일)에 태평천국군은 강녕(남경)을 함락시키고 이곳을 천경(天京)으로 개명하고 태평천국 왕조를 세웠다.
4월 27일, 영국의 HMS 허미즈가 남경에 도착하였고, 영국 공사 조지 본햄이 북왕 위창휘와 익왕 석달개와 회견했다. 회견에서는 토머스 테일러 메도우즈(密迪樂)의 통역으로 영국이 태평천국에도, 청나라에도 중립적인 입장임을 알렸다.

### 태평천국군의 팽창
계림을 공격했을 때에는 격전부터 5,000명으로 감소했음에도 불구하고, 이후 남경을 함락시켰을 때에는 태평천국군은 20만 이상의 병력으로 늘어나 수륙 양군을 편성하기까지에 이르렀다. 이러한 급격한 팽창은 다음과 같은 이유에 기인한다.
우선의 배경으로 청나라 조정의 증세가 있었다. 게다가, 전쟁에서 전비 조달과 패전 후 손해 배상을 지불하기 위해 청나라는 법으로 정한 몇 배의 세금을 특히 동남 연해부 지방에서 징수했다. 또한 ‘은귀전천’(銀貴錢賤) 현상도 백성들에게는 실질적 증세가 되었다. 당시 토지세는 은으로 납입하는 되는 지정은제였다. 때문에 사람들은 돈을 은으로 환전해서 납부하고 있었다. 그러나 영국에서 수입하는 아편을 비롯한 외국과의 무역을 통해 은이 국외로 유출되자 은과 돈의 교환 비율이 변동했다. 이전까지 은 1냥이 1,000문 돈이었지만, 2,000문 이상으로 급등했다. 이러한 과도한 세금 부담에 참다못한 민중들이 대거 태평천국군에 투신하면서 조직은 급격하게 팽창되었다.
이것도 아편전쟁의 여파였지만, 전후 많은 비적이 횡행하고 있었고, 태평천국이 이들을 흡수한 것도 급격한 팽창의 요인이 되었다. 난징조약에 의해 교역이 광동 한 항구에 한정되지 않자 내국의 물류 통로가 격변했고, 그때까지 화물 운송에 참여했던 많은 사람들이 실직을 당하고 비적이 되었다. 또한, 백련교도의 난 이후 조직된 ‘향용’이라는 임시 모집병이 아편전쟁 이후 해산되자, 이들도 비적이 되었다.

### 태평천국군의 성격
초기의 태평천국군은 유적(流賊)이었지만, 집단의 성격은 일반 유적과는 크게 달랐다. 비적을 흡수하긴 했지만, 군 내부의 규율은 엄격했고, 높은 도덕성을 가지고 있었다. 적어도 남경에 수도를 세울 때까지는 그러한 경향이 강했다.
예를 들어, 약탈 행위 자체는 말할 것도 없고, 마음대로 민가에 침입하는 것조차 금지시켰고, “오른발을 민가에 넣은 자는 오른발을 자른다”는 식의 엄벌주의로 규율을 유지했던 것이다. 반면 청나라 조정의 군대는 적군과 마찬가지로 부정한 약탈행위를 자행하고 있었다.
또한 높은 도덕성도 태평천국군의 특징이다. 당시 진압에 나선 흠차대신 사이상가(賽尙阿, 1794-1875)와 양광총독(兩廣總督) 서광진(徐廣縉, 1797-1869) 모두 태평천국이 기존의 비적들과 다르다는 것을 파악했고, 그 구성원 간의 유대가 견고하고, 죽음을 두려워하지 않는다고 기억했다.

## 남경 수립 이후
남경을 수도로 삼은 직후 청나라는 남북으로 강남대영(江南大營), 강북대영(江北大營)이라는 강력한 군사 기지를 세우고, 태평천국을 압박하기 시작했다. 태평천국은 이런 사태를 타개하기 위해 어떤 행동을 해야만 했고, 세 가지 선택이 있었다.
1. 강남대영과 강북대영을 격파하여 강남의 지배권을 확립하는 방안.
2. 두 번째는 한꺼번에 북벌을 감행하여 북경을 함락시키는 방안.
 - 영국 사람이면서 태평천국에 참가했던 오거스투스 린들리는 북경 강습을 강력히 지지했다.
3. 앞의 두 방안을 절충하여, 천경 방어와 북벌을 동시에 하여 서쪽으로도 군대를 파견하는 방안.

태평천국은 마지막 안을 선택했다. 천경 방어에 병력을 최대한 할애하면서, 금전촌에서 궐기한 이후 종군하고 있던 정예를 중심으로 한 2만 명을 북벌에 할당했다.

### 북벌군
1853년 5월, 이개방, 임봉상을 장군으로 하는 북벌군이 출발했다. 사문경의 계략에 의해 태평군은 북경으로 직진하지 않고, 산서성으로 우회하는 경로를 잡게 되어 매우 지쳐버렸다. 이 때문에 10월 말에는 천진까지 갔지만, 진군하는 도상에 있는 회경부, 보정 그리고 천진과 같은 요충지를 모두 함락시키지 못하고 남쪽으로 전전할 수밖에 없는 사태에 빠졌다.
청나라는 몽골계 맹장 보르지기트 셍게린첸(僧格林沁)을 기용하여 맹공을 퍼부었고, 1855년 3월 북벌군을 전멸시켰다. 북벌군의 실수로 말미암아 태평천국이 북경을 신속하게 공략할 수 있는 가능성은 한없이 낮아지면서 전선은 교착되었다.
이 실패의 원인에 대해서는 여러 설이 있지만, 가장 큰 문제는 병력의 분산, 목적의 불일치, 느린 진격이었다. 그 외에도 태평천국군의 주체가 남쪽 출신이었기 때문에, 화북에서의 기후와 풍토의 차이(혹독한 추위와 주식의 차이)에 당황하여 몸살을 앓는 등 사기가 오르지 않았다는 것을 들 수 있다.

### 서정군
한편, 서정군은 북벌군의 약 1개월 이후, 호이황을 장군으로 호북성, 호남성 지역을 탈환하기 위해 출발했다. 한구와 한양을 일시 함락시키기는 했지만, 안정된 지배권을 확립하지 못했고, 결과도 썩 좋지는 않았다. 태평천국의 원수라고 할 수 있는 증국번의 상군이 버티고 있었기 때문이다. 상군은 여러 차례 패전을 했고, 심지어 증국번이 자살 시도를 할 정도였지만, 1854년 4월 호남성 상택에서 태평천국을 상대로 대승을 거뒀다.
그러나 그 후, 태평천국군은 명장 나대강, 석달개가 합류하자 공세로 돌아서 안휘성 중남부, 강서성, 호남성 동부를 지배하기에 이르렀다. 이어 1856년 4월부터 6월까지 강북대영과 강남대영을 괴멸시키고, 태평천국의 발판을 공고히 하면서 안정기를 맞이했다.

## 이상과 현실
기독교적 이상을 내걸고 지상 천국을 만들어 내려고 한 홍수전이었지만, 현실 세계에서 사회를 조직하고, 운영하는데 있어 전통적, 토착적인 사고방식과 가치관에서 벗어날 수 있을 리 없었다. 따라서 이상과 현실은 매우 괴리될 수밖에 없었다.

### 종교와 사상
태평천국은 기독교가 자극되어 생겨난 현상이었다. 교리로 하느님, 예수, 성령을 내용으로 하는 삼위일체론을 수용하고 있었지만, 단지 홍수전을 그리스도의 동생으로 자리매김하고 있다는 점에서 크게 달랐다. 또한 하느님 앞에서 사람은 평등하고 모두가 형제자매라는 천하일가적인 사상을 가지고 있었다.
교전은 성경 이외에 홍수전이 저술한 ‘원도구세가’(原道救世歌) 등을 일부 수정하여 사용하고 있었다. 홍수전은 ‘권세양언’(勧世良言)에 의해 각성한 후 광저우로 가서 그곳에서 I. J. 로버츠라는 미국인 선교사 아래 가르침을 구했다. 기본적인 지식은 이때 얻은 것이다. 그러나 세례는 시기상조로 받지 못했다.
초기 태평천국은 자신의 해석을 섞었지만, 기독교에 충실하려고 노력했다. 예를 들어, 우상파괴나 유교 등을 가르치는 책을 적극적으로 폐기하고 있었다. 이러한 자세에 변화가 생겨난 것은 1854년 경부터이다. 무조건 소각했던 육경(六經)을 태평천국의 형편 맞게 수정한 후 유포를 인정하는 한편, 성경은 태평천국에 의해 개정된 것이 아니면 열람이 불가능해졌다. 이것은 삼위일체론을 태평천국에 맞게 수정하고, 홍수전과 양수청의 권위를 높이기 위해서였다.
문화적인 측면에서 다루어야 것으로는 글자를 새롭게 만든 것이다. 예를 들어, 혼(魂)은 ‘운인’(雲人), 백(魄)은 ‘백인’(白人) 등 22자를 만들었다. 단지, 圈 등 측천문자 따위 명맥은 유지했다.

### 사회와 제도

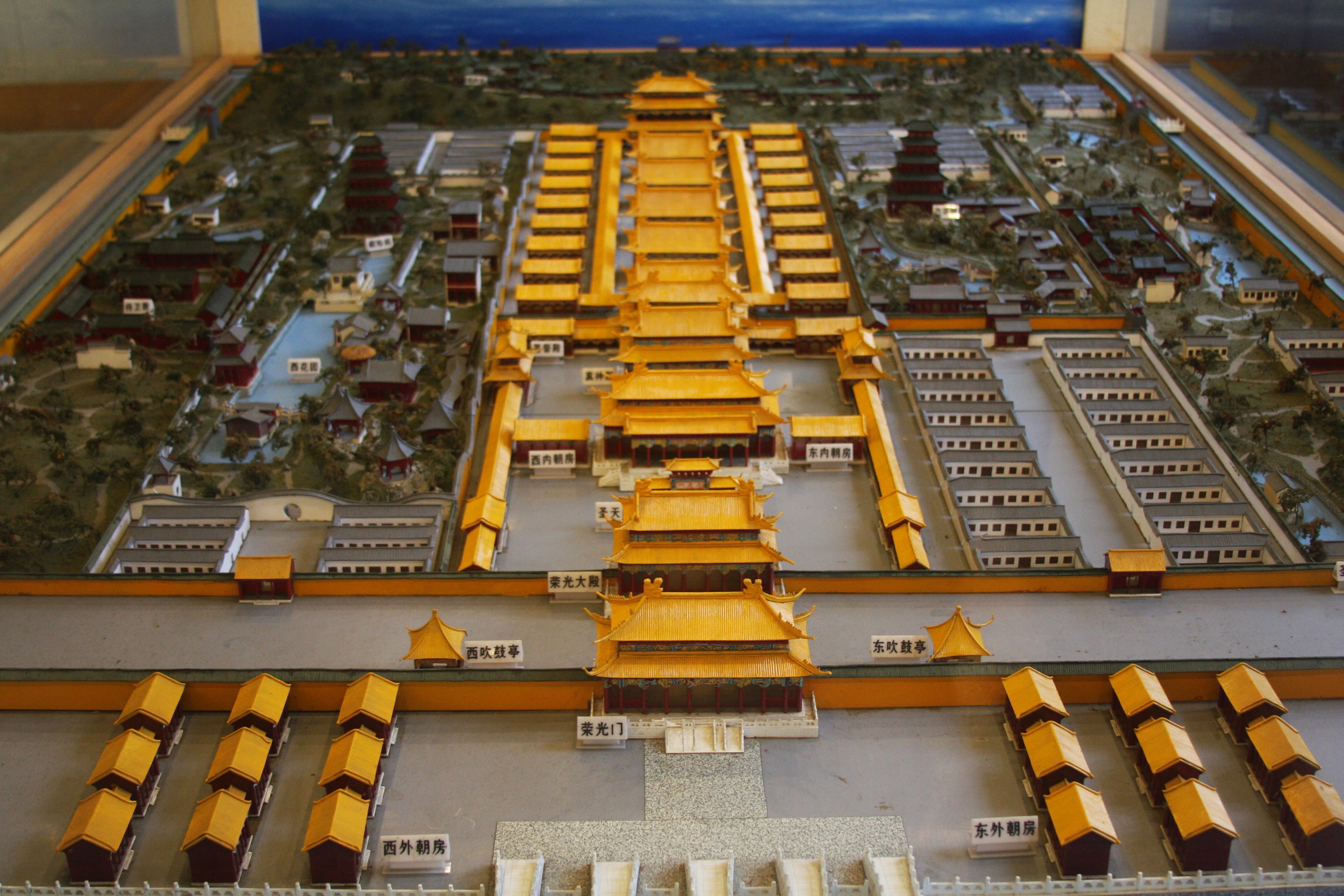
천왕부

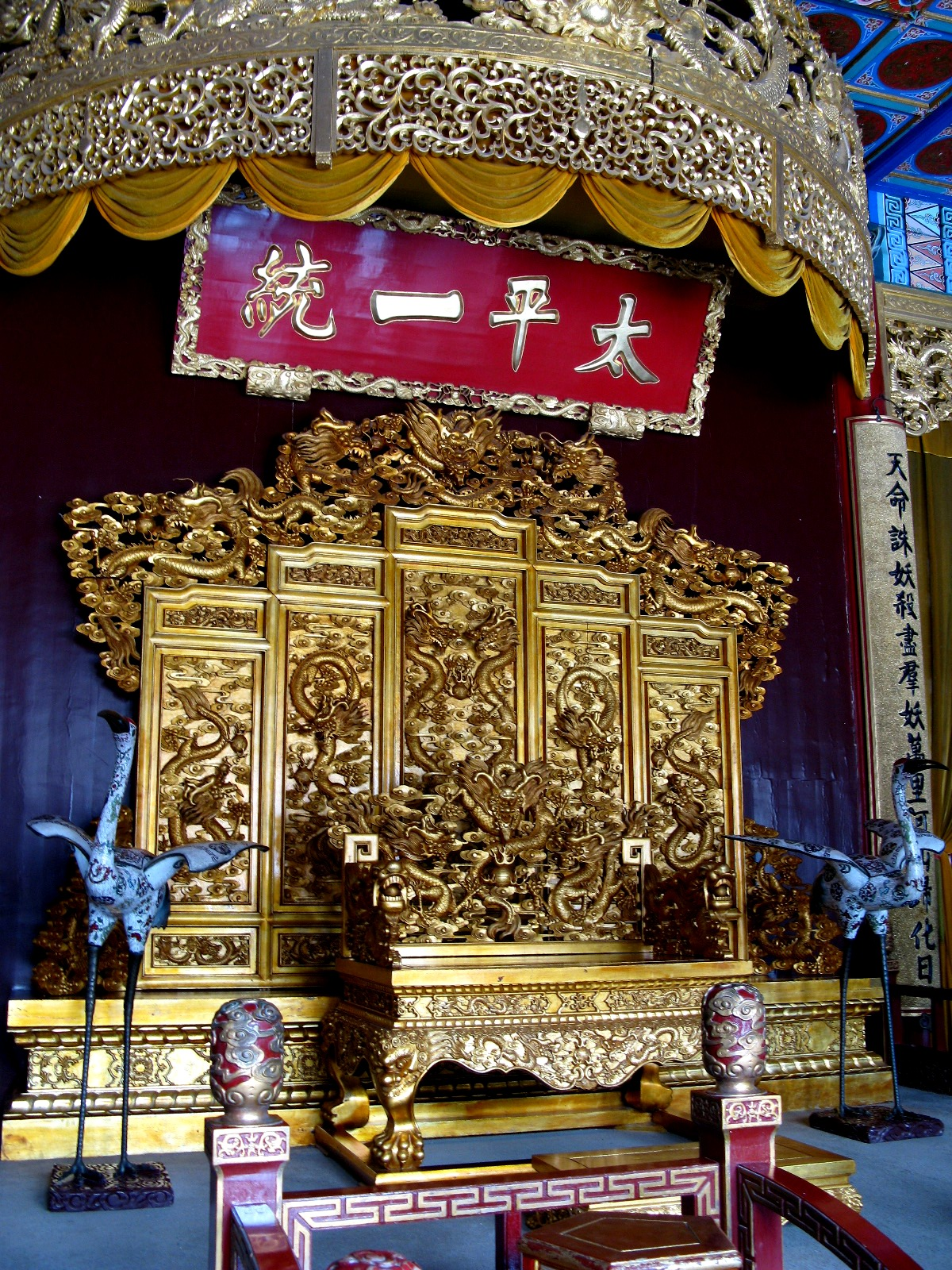
천왕부의 왕좌

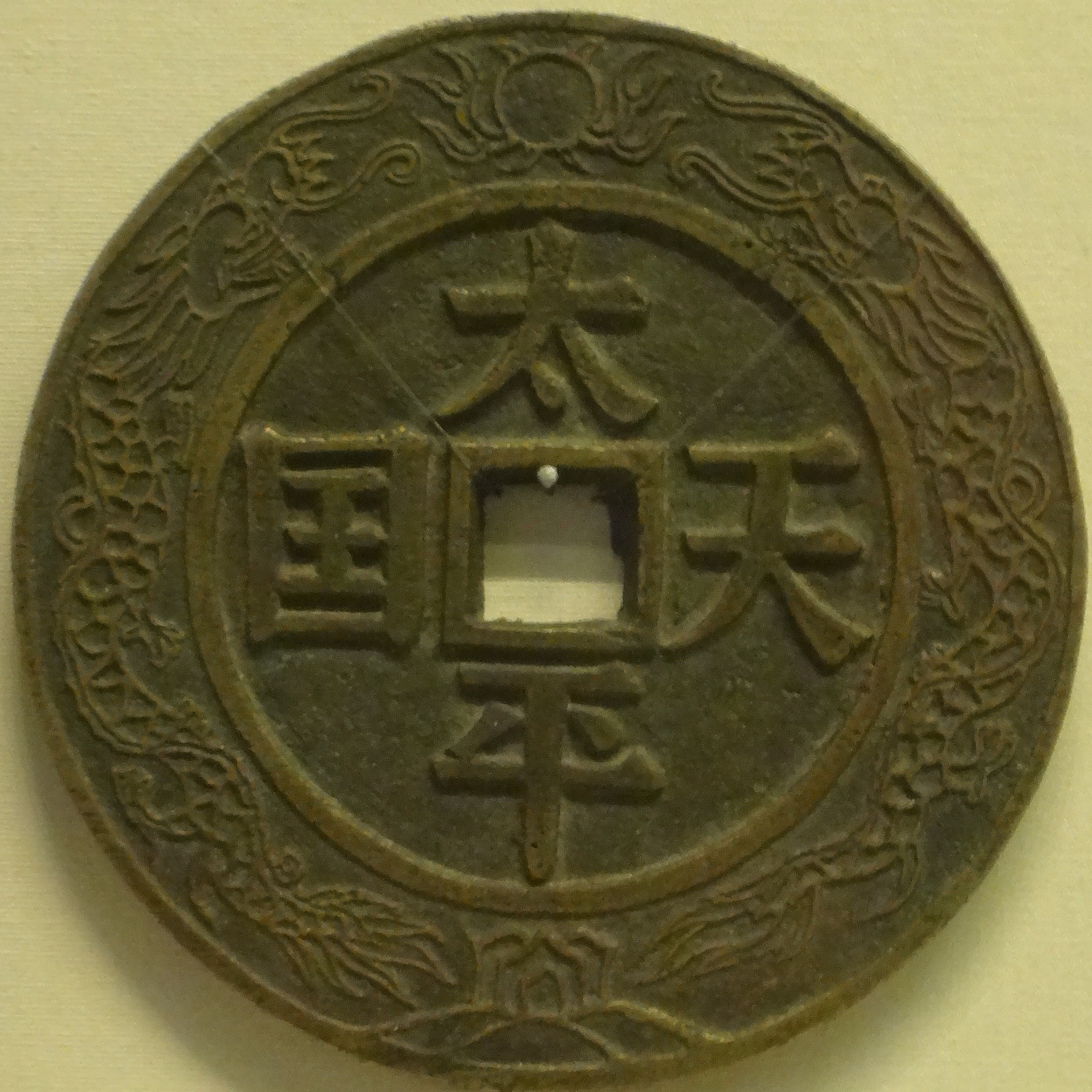
태평천국의 동전

남경에 입성한 후 태평천국은 즉시 제도 정비에 착수했다. 먼저 천왕 홍수전 이하 오왕은 장내에 웅장한 궁전을 만들었으며, 홍수전과 양수청 것이 가장 컸다. 궁전을 축조한 이후 홍수전은 그 깊숙한 곳에 자리 잡고 정무뿐 아니라 민중 앞에서도 멀어졌다. 때문에 정무는 양수청이 관장하는 것이 관례가 되었다. 초기에 천경에서 입안, 실행된 정책은 양수청의 강력한 지휘 아래 행해진 것이다.
천경 주변을 지배했다고 해도, 청나라와의 항쟁에 종지부를 찍은 것은 아니었기 때문에 태평천국의 사회 조직은 군사적인 색채를 띠고 있었고, 병농일치가 원칙이었다. 예를 들어 궐기 직후부터 남녀가 부부라고 해도 별도의 집단으로 나누어져 있었는데, 천경에서도 그러한 상태는 계속되었다. 단지 천왕 이하 지도부는 예외였고, 서민은 일부일처제를 요구하면서 구약의 일부다처제를 이유로 다수의 처를 가지고 있었다. 실제로는 중국 황제의 후궁 제도에 영향을 받은 것이겠지만, 이러한 왕과 서민의 격차에 불만이 높아졌다. 1855년, 남녀를 갈라놓는 제도는 폐지되었고, 새로운 점령지에서만 실시되었다.
이밖에 전족이 금지되었다. 원래 객가 출신이 많았던 태평천국에서는 전족의 관습이 없었기 때문에, 전투에서 여성도 수송 등의 중요한 역할을 담당하고 있었기에 전족금지령이 내려진 이유이다. 이 전족의 금지나 성매매 금지, 여성을 위한 과거를 실시함에 따라 태평천국은 남녀평등을 이념으로 하고 있었던 것처럼 보인다. 그러나 실제로는 여성 과거 합격자가 중용되지 않거나, 이후 남발된 왕위에 한 명의 여성도 포함되지 않은 것으로도 알 수 있듯이, 남존여비의 사상은 불식되지 않았다고 할 수 있다.
또 하나 주목할만한 것은 ‘천조전묘제도’(天朝田畝制度)이다. 이것은 논밭이 있으면 모두가 거기에서 경작하고, 수확물은 모두가 나눠서, 풍요로운 의식(衣食)을 얻는다는 목표를 위해 고안된 제도이다. 구체적으로 살펴보면, 논을 품질에 따라 아홉 단계로 나누고, 질에 따라 남녀불문하고 논을 분배한다. 생산물은 개개인의 소비분 이외는 국고에 보관하며, 사유(재산)는 인정하지 않는다. 그 대신 결혼이나 장례식 같은 의례비용, 고아, 노인 부양에 대해서는 국고에서 지출한다. 그리고 25 가구당 양사마(兩司馬)라는 관과 예배당을 두어 관리시킨다는 것이다.
토지평균주의를 전면에 내세운 이 제도는 대토지 소유를 진행하고 있던 청나라에서는 매우 인상이 강했던 것일 수밖에 없었고, 그 사상적 의의는 무시할 수 없다. 그러나 실제로는 민중에게 거의 알려지지 않았고, 시행도 되지 않은 것으로 간주하고 있다. 오히려 지배 지역에서는 토지의 유력자를 ‘향관’(郷官)이라는 직에 앉혀 소작료를 징수하고 있었다. 그렇지 않으면 지배의 안정과 식량 확보가 곤란했기 때문이다.
역법에서는 양력을 채용한 천력이 시행되었다.

### 외교
태평천국군이 장강 하류를 지배하게 되면서 당시 상하이에 조계를 마련했던 서유럽 열강(영미, 프랑스)은 좌시할 수 없다고 생각했다. 기독교를 신앙으로 태평천국의 부상을 환영해야 할지, 위협해야 할 지를 열강 내부에서도 의견이 엇갈렸다. 그래서 우선 사절단을 파견하기로 했다.
1853년 4월, 영국 공사 본햄은 천경에 직접 가서 홍수전 등에게 난징 조약 등 기득권을 침범하지 않는 한 내전에 간섭하지 않고 중립을 지키겠다고 전했다. 그러나 태평천국 측은 열강을 조공국으로 대우했고, 대화는 의견 일치를 보지 못했다.
이러한 외교적 자세는 중화사상이라고 할 수 있겠지만, 흥미로운 것은 화이(華夷)의 구별이 중국 문화의 정도에 의한 것이 아니라 기독교 신앙의 유무에 따랐다는 점이다. 따라서 태평천국에게 가까운 곳은 청나라보다 서구였다. 홍수전 등은 서유럽을 ‘서양 형제’라고 부르며, 스스로는 후한 대접을 했다고 생각하고 있었던 것이다.
이러한 태평천국의 외교 태도에 영국과 다른 열강은 실망했다. 1860년, 마침내 애로호 전쟁이 열강에 유리한 조건으로 타결되면서 태평천국보다 청나라 편을 들게 된다. 그 중 하나가 후술하는 상승군(양창대)이다.

## 천경사변
태평천국을 전기와 후기로 나누어 시기를 구분할 경우 천경사변이 기준이 된다고 할 수 있다. 전기 태평천국은 홍수전과 양수청 두 사람에 운영되고 있었다고 해도 과언이 아니었다. 종교적 권위를 담당하고 있던 것이 그리스도의 동생이라고 선전했던 홍수전이었고, 실무를 담당했던 사람이 양수청이었다. 통상적으로 양자는 군신 관계에 있었다.
그러나 일단 양수청에게 ‘천부하범’(天父下凡)이 일어나면, 양자의 입장은 역전되었다. 군주인 홍수전이 신하인 양수청에 엄하게 벌을 받았다. 원래, ‘천부하범’이나 ‘천형하범’은 금전촌 시기에 풍운산 체포되자, 동요하는 신자들을 진정시키기 위해 사용된 것이 그 시초이다. 그 후 청나라에 궐기하기로 한 것도 이 ‘천부하범’의 권위에 의한 것이었다.
처음에는 단지 군 내부의 규율 유지와 양수청의 독재에 반대하는 간부를 숙청하기 위해 사용된 것이 대부분이었고, 천왕 홍수전 자신을 위한 것은 드물었다. 그러나 천경에 입성하면서 점차 횟수가 늘어난다. 그 내용은 홍수전의 첩을 다루는 방법부터, 홍수전과 마찬가지로 양수청에게도 만세를 불러야 한다는 것까지 다양했다.

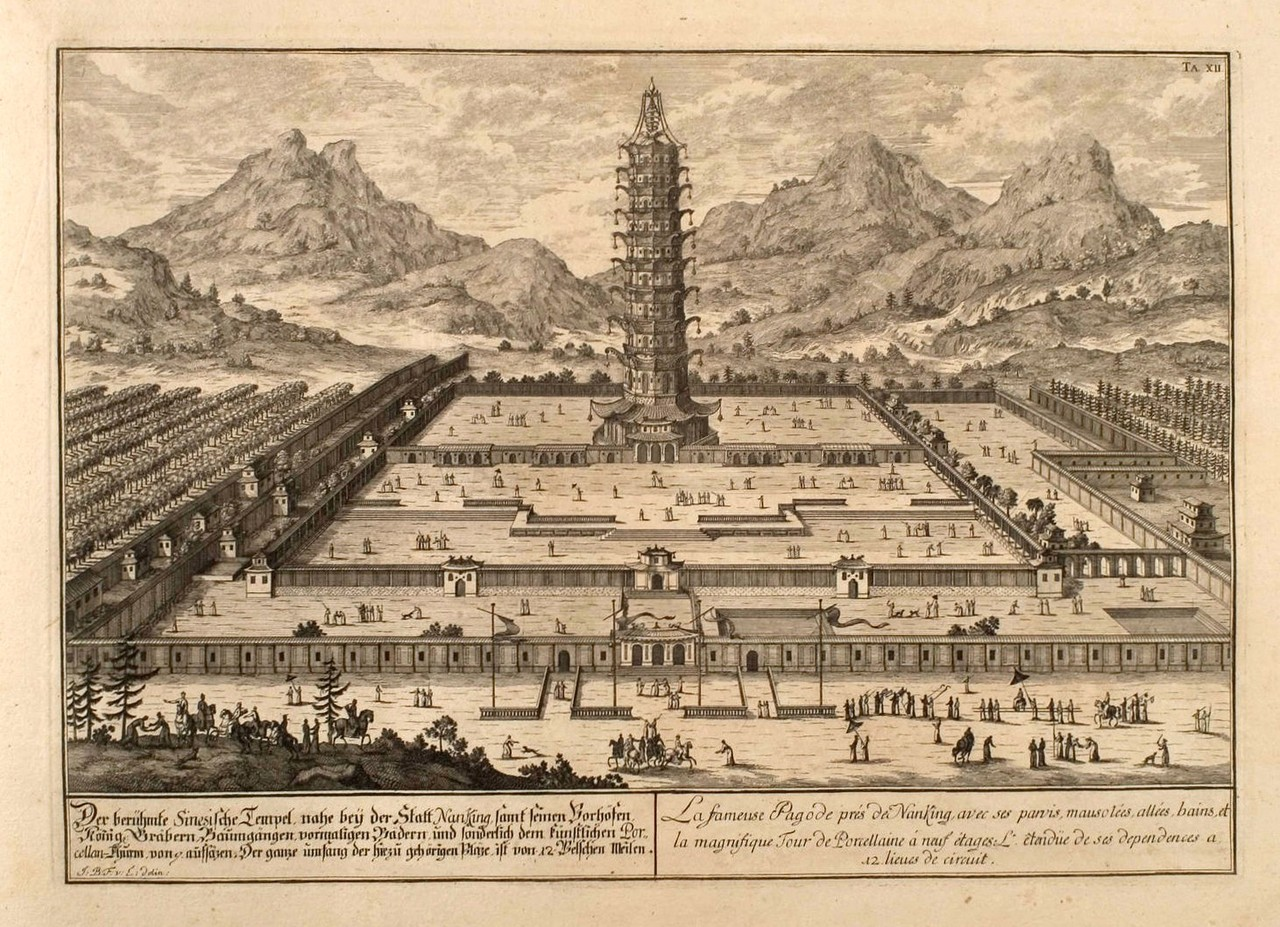
1721년 요한 B.F. 본 엘라치 경이 그린 영곡탑

홍수전은 표면상 양수청에게 순순히 복종했지만, 결국 그를 제거하기로 결정한다. 마찬가지로 양수청에 눌려있던 있던 북왕 위창휘를 선동하여 친위 쿠데타를 감행했다. 1856년 9월 새벽, 양수청 일족과 부하 병사들과 그들의 가족 약 4만 명을 학살했다. 얼마 후 천경에 입성한 석달개는 내부 상쟁에 분노하였고, 위창휘의 처분을 홍수전에게 요구했다. 대보은사의 영곡탑을 파괴하고 석달개의 진군에 대비했지만, 홍수전에 의해 위창휘는 숙청되었다.
홍수전은 위창휘의 목을 석달개 진영에 보내 잠깐동안 석달개와 협력 체제를 구축했다. 그러나 홍수전은 이미 직계 가족 이외에는 중용할 생각이 없었고, 석달개는 몇 개월 만에 천경을 이탈해 각자 행동을 하게 된다.
역설적으로 태평천국은 지배 영역이 안정되자마자 내분으로 약화되었고, 금전촌에서 궐기했을 때 주요 인물은 홍수전 하나만 남았다. 그러나 태평천국이 이대로 명운이 다한 것은 아니어서, 석달개를 대체할 유능한 장군이 여러 명 배출되었고, 한동안은 더 존속할 수 있었다.

## 후기 지도부
태평천국의 내분은 청나라에 좋은 기회를 가져다 주었다. 기회를 놓치지 않고 증국번 등 상군은 장강 상류에서 공격 내렸다. 1858년 5월, 구강을 함락하고, 한동안 괴멸당한 강북대영과 강남대영을 재건하여 천경을 포위했다. 이 결과 태평천국은 바람 앞의 등불과 같은 상황이 되었다.
그즈음, 홍수전은 새로운 젊은 장군들을 대거 발탁했다. 과거 등현에서 가입한 이수성이나 그의 사촌 이세현, 그리고 진옥성 등이다. 젊다고는 해도 모두 13, 4살 때부터 전장의 제일선에서 활약했었고, 경험이 부족한 것은 아니었다. 이후 태평천국은 반전 공세를 펼쳤다. 증국번은 반란 진압이 가까워졌다고 동생에게 편지를 써서 보냈지만, 그 계획은 크게 어긋나게 된다. 형세는 점점 청나라에게 불리하게 돌아갔다. 안휘성의 삼하 전투에서 상군은 대패하였고, 태평천국은 되살아났다. 삼하 전투 이후 이수성, 이세현 등은 강남 지역을 다시 제패했고, 한편으로는 진옥성이 안휘성으로 진군했다. 홍수전은 전례를 따라 오군주장을 다시 설치하고, 새로운 다섯 명의 간부를 아래와 같이 임명했다.
- 중군 주장 양보청 (이후 보왕)
- 전군 주장 진옥성 (이후 영왕)
- 후군 주장 이수성 (이후 충왕)
- 우군 주장 위준 (이듬해 청나라에 투항)
- 좌군 주장 이세현 (이후 시왕)

태평천국이 한숨을 돌린 1859년, 풍운산과 함께 가장 빨리 배상제회에 입교한 일족 중 한 명인 홍인간이 천경에 도착했다. 그는 청나라와의 전쟁 중에 홍콩에 있는 영국인 선교사 밑에 몸을 의탁하고 있었다. 몇 번의 합류 시도가 무산된 이후, 간신히 천경에 이른 것이다. 천경사변으로 오왕 체제가 붕괴된 이후라 홍수전은 크게 기뻐했다. 조속히 홍인간을 간왕에 봉하고, 내정을 맡겼다.
홍인간은 홍콩에 숨어있는 동안 런던 전도회를 보조하는 한편, 의사나 교사로도 활동하고 있던 것 같다. 홍수전과 달리 세례도 받았다. 홍콩에서의 생활은 홍인간을 서구 문명에 눈뜨게 했으며, 태평천국의 지도부나 당시의 유가의 지식인과도 다른 사고를 할 수 있는 계기가 되었다. 즉 그는 태평천국에서 서유럽을 모범으로 한 개혁을 시도한 것이다. 그 내용은 《자정신편》(資政新編)에 상세히 나와 있다. 우선 국내에서는 철도, 기선 등 교통망을 정비하고, 광산 개발 등의 인프라 정비, 신문 발행과 복지의 향상, 과거 개혁을 제언했다. 외정에서는 서구를 동등한 존재로 대하며, 통상 관계 구축과 선교사 활동을 허가하자고 주장했다. 그러나 이러한 개혁 제안은 열매를 맺지 못했다. 홍인간이 주장하는 바를 홍수전은 타당하다는 평가를 내렸지만, 다른 지도부들에게 홍인간이 주장하는 것은 경험칙에서 너무 동떨어진 것이었고, 솔직히 말해 이해 자체를 하지 못했던 것이다. 역설적이게도, 《자정신편》의 내용은 천적 증국번과 제자인 이홍장에 의해 계승된다. 그 개혁을 후세의 역사가들은 ‘양무운동’이라고 불렀다.

### 왕호의 남발
홍수전은 1859년부터 1860년까지 새로운 지도부가 된 젊은 장군들에게 왕위를 수여할 것을 결정했다. 양보청을 ‘보왕’(輔王)에, 이수성을 ‘충왕’(忠王)에, 이세현을 ‘시왕’(侍王)에, 진옥성을 ‘영왕’(英王)에 각각 봉했다. 1857년까지 왕호는 귀했으며, 건국 초기 동서남북익의 오왕 외에는 군공을 세운 두 명의 ‘연왕’(燕王), ‘예왕’(豫王), 전사자에게 추증한 ‘분왕’(奮王), ‘무왕’(撫王), ‘오왕’(呉王), 홍수전의 형제 두 사람에게 ‘안왕’, ‘복왕’을 내려 총 12명으로 제한되어 있었다. 그러나, 1860년 이후는 사기와 충성도를 재고하기 위해 왕호가 자주 내려졌다. 전황이 악화되자 왕호 남발은 더욱 심해졌고, ‘열왕’(列王)이라는 수십 명이 함께 봉해지는 사태까지 등장했다. 태평천국 말기에는 1,700명 이상의 ‘왕’이 있었다고 한다.

## 후기 전황
1860년 2월부터 5월, 제2차 강남대영 공략에서는 간왕 홍인간, 충왕 이수성, 보왕 양보청, 시왕 이세현, 영왕 진옥성으로 구성된 군대가 서로 호응하여 청군을 격파했다. 이후 진옥성은 증국번의 동생 증국전이 이끄는 상군을 상대하게 되었다.
홍인간의 합류에 홍수전은 매우 안도를 느꼈겠지만, 이수성 등은 불만을 품게 수밖에 없었다. 초기의 신자라고 하지만 홍인간의 개혁이 현실과 동떨어진 것으로 보였고, 뚜렷한 전공을 세우지 못했기 때문에 그가 왕에 봉해진 것은 홍수전의 집안사람 챙기기라고 밖에 생각할 수 없었기 때문이다. 따라서 이수성 등을 새로운 왕으로 봉했지만, 그들 신왕과 홍인간과의 골은 깊어졌고, 다시 태평천국은 내분 양상을 띠기 시작했다. 특히 이수성과 이세현은 홍씨 일족에 대항해 이씨 파벌을 형성하면서 독단적인 전행이 점차 늘어나게 된다.
예를 들어, 1860년의 상해 공략이 그 좋은 예인 것이다. 강남 지방의 제패를 추진했던 것은 이수성 군이었지만, 상해 만은 열강의 조계가 있었기 때문에 공격을 자제했다. 이때 홍인간은 서구와 협상을 통해 적어도 청나라에 가담하지 않도록 획책하고 있었다. 그러나 협상에 화가 치민 이수성이 공격을 시도했다가 반대로 뼈 아픈 반격을 받아 자신조차 부상당하고 말았다. 이러한 갈등은 홍인간과 이수성 두 사람의 서구 경험의 유무가 큰 영향으로 미친 결과로 생긴 어긋남이었다.
그리고 더 심각한 사태가 발생했다. 진옥성이 장강 중류에서 상군과 사투를 벌이고 있었고, 무한에서 이수성 군과 합류해 공동으로 증국번을 공략하는 작전을 세웠다. 그러나 이수성은 강남 제패를 우선해 합류하지 않았다. 그 결과 진옥성이 적지에 고립되어 섬멸당한 것이다.
과거의 태평천국이었다면, 한번 패주해도 병력을 증강하는 것은 그다지 문제가 아니었다. 규율이 엄한 태평천국군은 민중의 지지를 받고 있었기 때문이다. 그러나 말기가 되자 규율은 느슨해지고 있었다. 태평천국이 식량 확보에 쫓기자 무질서한 징수, 약탈을 거듭했던 것이 주된 원인이었다. 투항한 청나라 병사를 아군으로 편입하면서 질이 한층 떨어진 것도 거기에 박차를 가했다. 그러나 병사의 질이 떨어졌어도 그 자존심은 건재했다. 따라서 태평천국과 같은 시기에 발생한 염군 등의 다른 반란군과 보조를 맞추기는 했지만, 태평천국 측의 자존심이 그것을 방해했다. 태평천국은 말기 증상을 보이기 시작했던 것이다.
태평천국의 열세는 내부에서 무너진 것만이 원인은 아니었다. 청나라 조정의 군 재건도 주효했다. 군사는 측의 군 구조 조정도 크게 주효했다. 청나라 군사는 팔기와 녹영을 기본으로 하고 있었지만, 시대가 내려갈수록 퇴행하면서 쓸모없게 되었다. 그래서 새로운 군 형태를 갖출 필요가 있었다. 즉, 증국번의 상군, 이홍장의 회군이 바로 그것이었다. 이 새로운 형태의 군은 지극히 개인과 개인의 관계를 중시한 향용에서 탄생한 조직이었다.
증국번은 먼저 고향에서 자신을 스승으로 받드는 사람들을 모으고, 심지어 그 사람이 개인적으로 신뢰하는 부하를 지연, 혈연, 학연의 관계로 모으는 형태로 군을 형성했다. 그들의 충성심은 청나라라는 국가보다 지휘관 개인에게 쏠려 있었고, 증국번의 사병 성격이 짙었다. 1854년 이후 상군은 장강 중류 지역에서 태평천국과 맞섰지만, 그들만으로는 태평천국에 대처하지 못했다. 그리하여 1862년에 이홍장에게 명하여 안휘성의 상군을 모델로 한 회군을 창건하게 했다. 이홍장의 회군은 태평천국의 난이 수습된 이후에도 상군처럼 해산하지 않았기 때문에 이후 북양 군벌로 중국 근대사에 확고한 입지를 차지하게 된다.

### 외국 용병
태평천국은 외국인 용병 부대와도 싸워야 했다. 상해 관리와 상인들이 자금을 갹출하여 서양식 총, 대포를 갖추고 조계에 있던 외국인 병사를 고용하여 중국 최초의 서양식 군대를 조직하였다. 이 용병군은 미국인 프레드릭 타운센드 워드를 지휘관으로 양창대라는 이름으로 출범했다. 이듬해에는 중국인 4 ~ 5천 명을 징병하여 상승군으로 개명했다. 자계 전투에서 워드의 전사 후 다소 혼란이 있었지만, 영국인 찰스 고든이 지휘관으로 취임하면서 다시 파죽지세를 되찾았다. 상승군의 성공을 모방하여 각지에 유사한 군대가 만들어졌다. 상안군과 정승군, 상첩군이 그것이다. 청나라 사람이라도 서양식 군대 장비를 갖추면 강해질 수 있다는 것을 상승군은 증명했다. 이 힘을 목격한 증국번 등은 이후 군대의 현대화에 주력하게 된다. 즉 상승군은 양무 운동의 원점이라고도 할 수 있을 것이다. 1860년 10월에 체결된 〈베이징 조약〉 이후, 구미 제국은 명확하게 태평천국을 적대했다. 상하이와 닝보의 전투에서 영국과 프랑스군은 적극적으로 참여했고, 태평천국군은 고전을 면치 못했다.

## 몰락

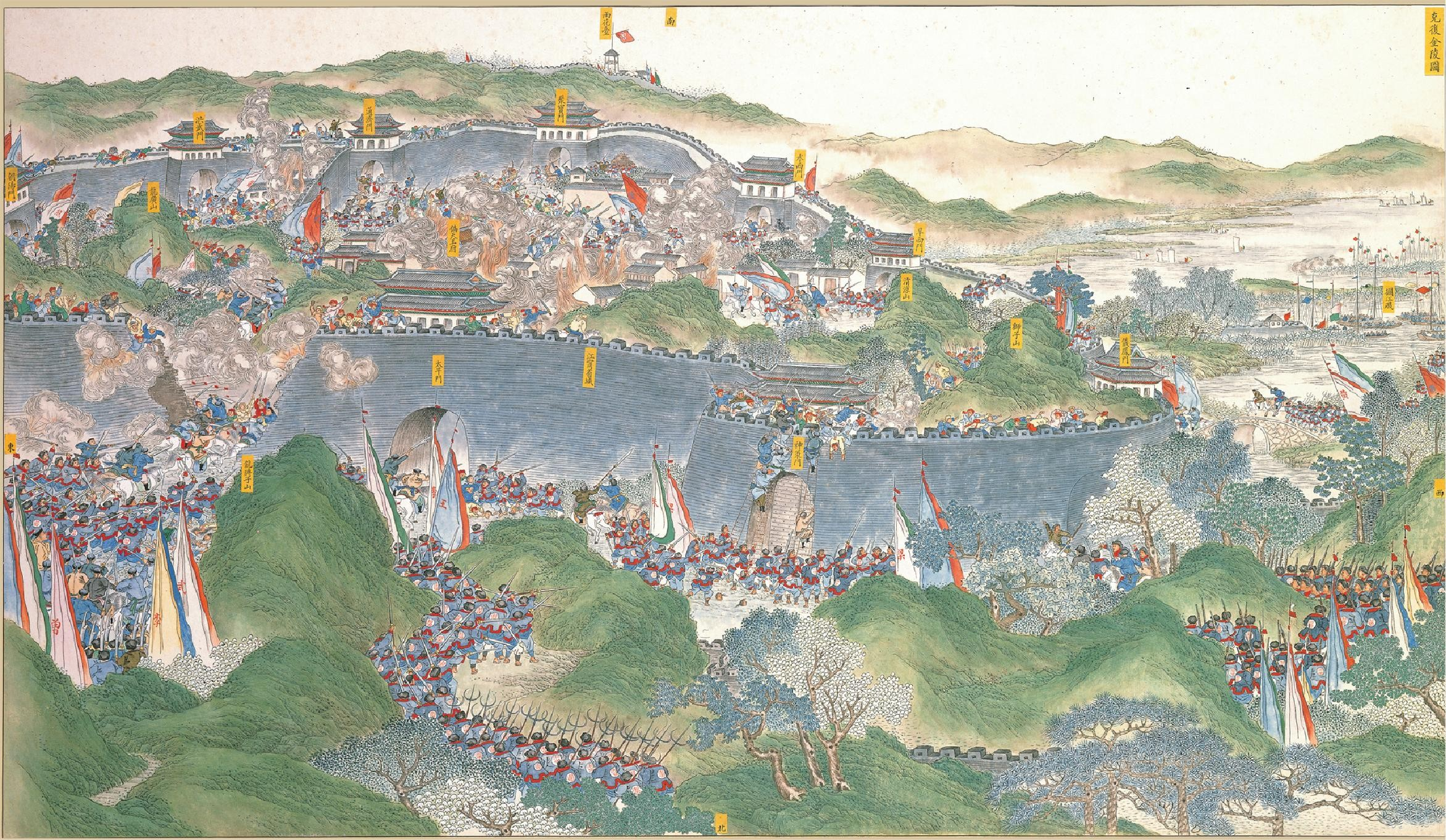
천경공방전

1863년 이후 태평천국은 태창주(太倉州), 무석(無錫), 소주(蘇州), 항주(杭州)를 차례로 잃고 천경은 고립되었다. 이세현 등의 제왕은 이미 홍수전을 버리고 있었지만, 이수성 만은 청나라의 포위를 뚫고 천경으로 들어갔다. 그리고 홍수전에 천경을 버릴 것을 권유했지만, 홍수전은 완강히 거부했고, 도리어 이수성에게 방어를 맡도록 명령했다. 고립된 천경의 식량 사정은 위태로웠고, 잡초를 ‘첨로’(甜露)라고 먹을 정도였다. 수도임에도 방어를 담당할 병사들은 폭도가 되어 있었고, 끝이 가까워져 오고 있다는 것을 깨닫지 못한 사람은 없었다.
그리고 마침내 1864년 6월 1일, 홍수전은 영양실조로 병사했다. 이수성에 따르면 직접적인 원인은 ‘첨로’를 먹고 건강을 해쳤음에도 불구하고 약을 복용하지 않았기 때문이라고 한다. 자살했다는 설도 있었지만, 그것은 상군의 업적을 과대평가하기 위한 의도적인 사기였던 것 같다. 죽음 직전 “내가 천국에 올라가 천부천형에게 군사를 빌려 천경을 지키겠다”고 말했으며, 이것이 홍수전 마지막 조칙이 되었다.
7월 19일, 천경공방전에서 상군의 공격에 의해 천경이 함락되면서 태평천국의 난은 끝났다. 성 밖에서 굴을 파서 병력을 들여보냈는데, 이 전술은 태평천국의 특기였다. 성내에는 이미 싸우기 싫어하는 분위기가 가득했지만, 소주를 잃고 함락되었을 때 태평천국의 병사 8,000명이 몰살되었다는 것을 알고 있었기 때문에 투항하지 못하고 끝까지 계속 싸웠다. 점령 후 노인이나 아이들이 많이 있었지만 20만 명이 학살당했다고 한다. 홍수전의 무덤도 파헤쳐 불태웠다. 천경공방전의 결말이 비참하기 짝이 없었던 것은 상상하고도 남음이 있다. 충왕 이수성은 홍수전의 아들 홍천귀복을 데리고 천경을 탈출했다. 절강성 북부에서 이수성 등 태평천국의 잔당이 홍수전의 어린 아들 홍천귀복을 앞세워 항전했으나 홍천귀복도 1864년 10월 25일 사로잡혔다. 이수성은 처형이 집행될 때까지 상세한 진술서를 남겨두었다.
그 이후 태평천국 잔당은 강소, 절강, 복건의 산악지대로 밀려났고, 중국 대륙 최남단인 광동성까지 쫓겨났다. 생존한 제왕들은 염군과 합류하는 등 각지에서 산발적인 저항을 하면서, 청군을 괴롭혔다. 광동에서 최후의 태평천국 잔당 지도자인 왕해양이 1866년 1월 29일 토벌되어 태평천국의 난은 완전히 마무리되었다. 1868년에는 염군마저 괴멸되었고, 1870년대에는 거의 모두가 진압되었다.
남경이 무너진 뒤 증국번과 그 제자들인 이홍장과 좌종당 등은 제국의 구원자로 추앙되었고 19세기 말 중국 정치계의 거물로 성장했다.

## 같이 보기
- 양무 운동
- 의화단 운동
- 중국의 기독교
- 염군의 난